# Gymnasium Ohmoor
Das Gymnasium Ohmoor ist ein staatliches Gymnasium im Hamburger Stadtteil Niendorf.  Mit rund 1300 Schülern ist es das von der Schülerzahl größte Gymnasium Hamburgs.

## Geschichte
Das Gymnasium Ohmoor wurde im April 1970 gegründet. Das Schulzentrum am Sachsenweg wurde ab 1972 erbaut, 1973 fand die Einweihung statt. 1976 kam der Fachraumtrakt hinzu. Diese Ursprungsbebauung besteht komplett aus Serienbauten des Hamburger Hochbauamtes, wie sie in den 1970er Jahren in den Hamburger Randlagen und Verdichtungsgebieten dutzendfach für Schulneubauten eingesetzt wurden. Das Schulzentrum teilten sich ab 1972 das Gymnasium Ohmoor und die Haupt- und Realschule Sachsenweg.
2010 wurden im Rahmen der Hamburger Schulreform die Grundschule Sachsenweg von der Grund-, Haupt- und Realschule Sachsenweg abgespalten, und die verbliebene Haupt- und Realschule Sachsenweg mit der Gesamtschule Niendorf fusioniert und zur Stadtteilschule umgewandelt. Für das Gymnasium Ohmoor änderte sich nichts.

## Lage und Architektur
Das Gymnasium teilt sich den Schulstandort am Sachsenweg mit dem Oberstufenzentrum der Stadtteilschule Niendorf und der Grundschule Sachsenweg. Der Außenbereich, die Sporthallen, die Aula und die Neubau-Mensa werden von den drei Schulen gemeinsam genutzt, während die Klassen- und Fachgebäude sowie die jeweiligen Verwaltungen in separaten Gebäuden untergebracht sind. Das Schulgelände am Sachsenweg 74–76 hat eine Größe von etwa 36.000 m², dazu kommen die Flächen der Sportanlagen, welche gemeinsam mit Niendorfer Sportvereinen genutzt werden.
Das Schulgelände befindet sich am nördlichen Rand Niendorfs, etwa 500 m vom Swebenweg (B 433 / Ring 3) entfernt, der hier die Grenze des Hamburger Siedlungsgebiets markiert. Jenseits des Rings ist die Landesgrenze zu Schleswig-Holstein und das für das Gymnasium namensgebende Ohemoor. Diese für Hamburger Verhältnisse recht naturnahe Lage des Schulgeländes wird von der Nähe zum Flughafen konterkariert: Anderthalb Kilometer östlich der Schule befindet sich die eine Start- und Landebahn des Flughafens (15/33), während die andere Start- und Landebahn (05/23) zwei Kilometer südlich der Schule verläuft. Somit ist unabhängig von der Windrichtung der Fluglärm ein Problem.
Die Bestandsbauten sind Serienschulbauten vom Typ 68. Die beiden Doppel-H-Gebäude auf dem Gelände sind nach der Form ihres Grundrisses benannt. Diese Gebäude bestehen aus industriell vorgefertigten Sandwich-Elementen, die an der Baustelle zusammengesetzt wurden. Die Gebäude sind dreistöckig und besitzen ein Flachdach, horizontal sind sie in einem Raster von 1,80 m gegliedert. Die Fassaden sind mit Waschbeton verkleidet.
Von 2016 bis 2017 wurde eine Mensa mit einer Bruttogrundfläche von knapp 2.300 m² errichtet. Das Gebäude nimmt neben der Mensa auch eine Aula und Differenzierungsräume auf. Am Bauplatz der Mensa wurden die Ganztagspavillons abgerissen, das Ziegengehege wurde umgesetzt.

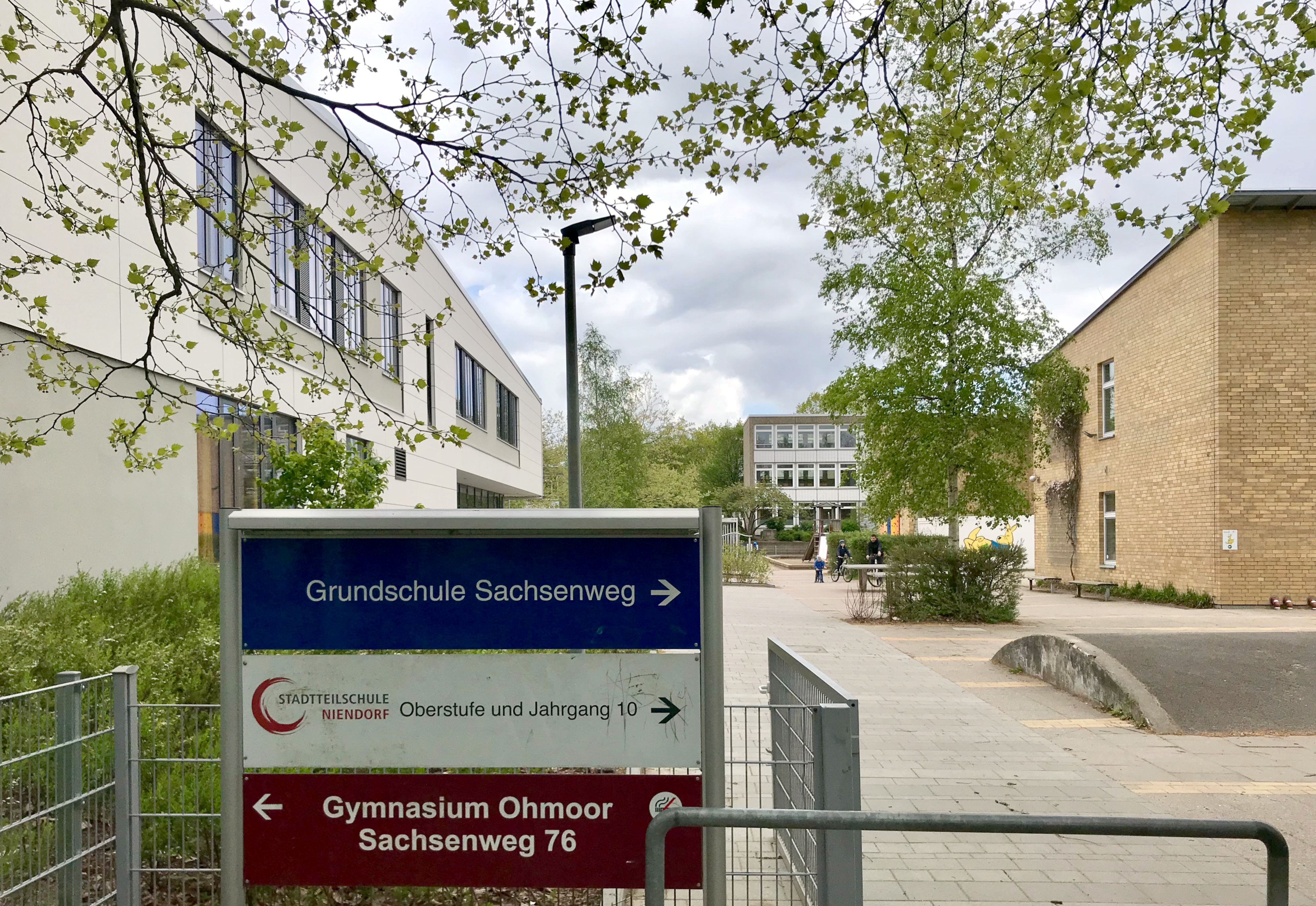
Wegweiser zu den drei Schulen am Standort Sachsenweg
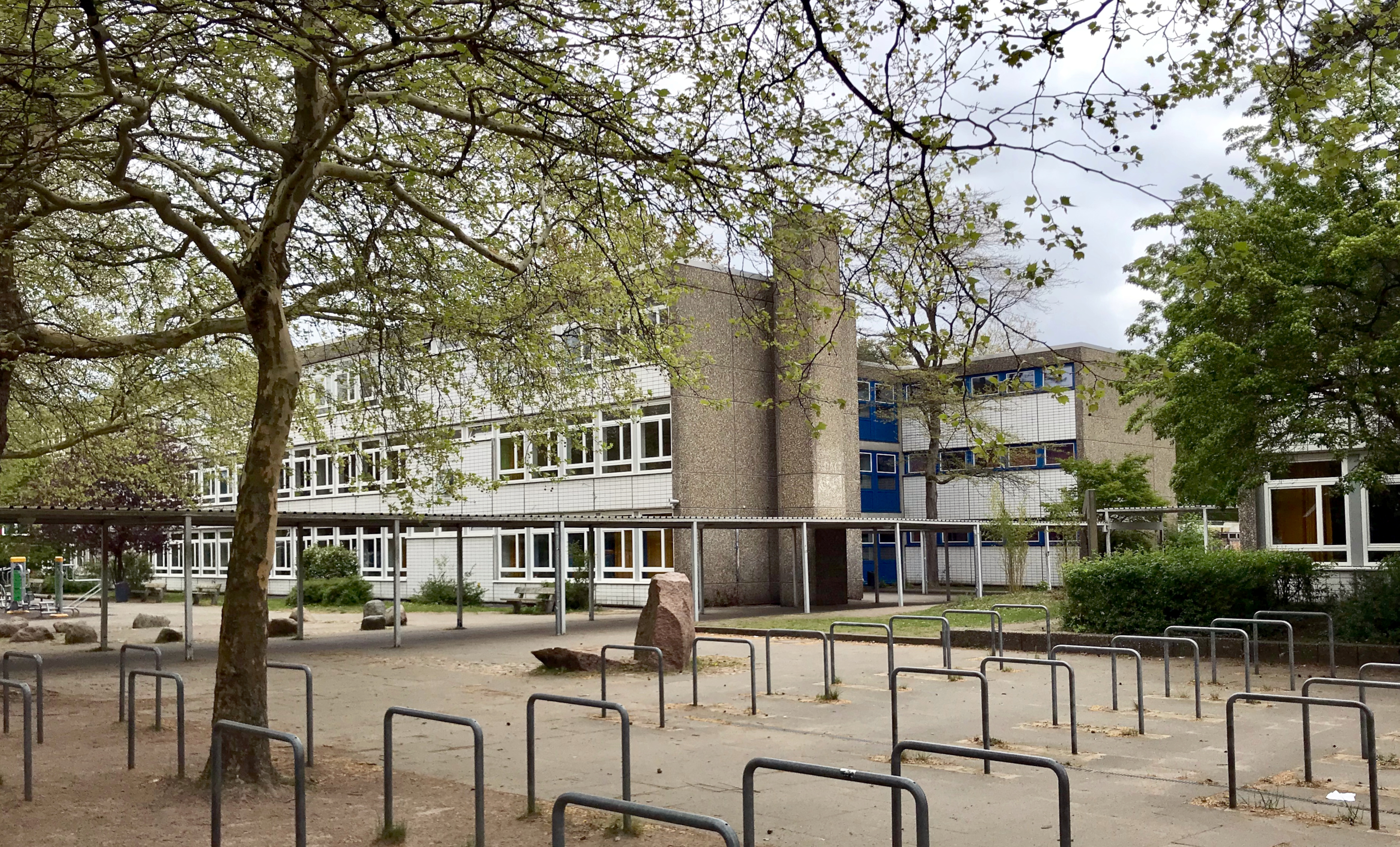
Haus B des Gymnasiums, ein Doppel-H-Gebäude
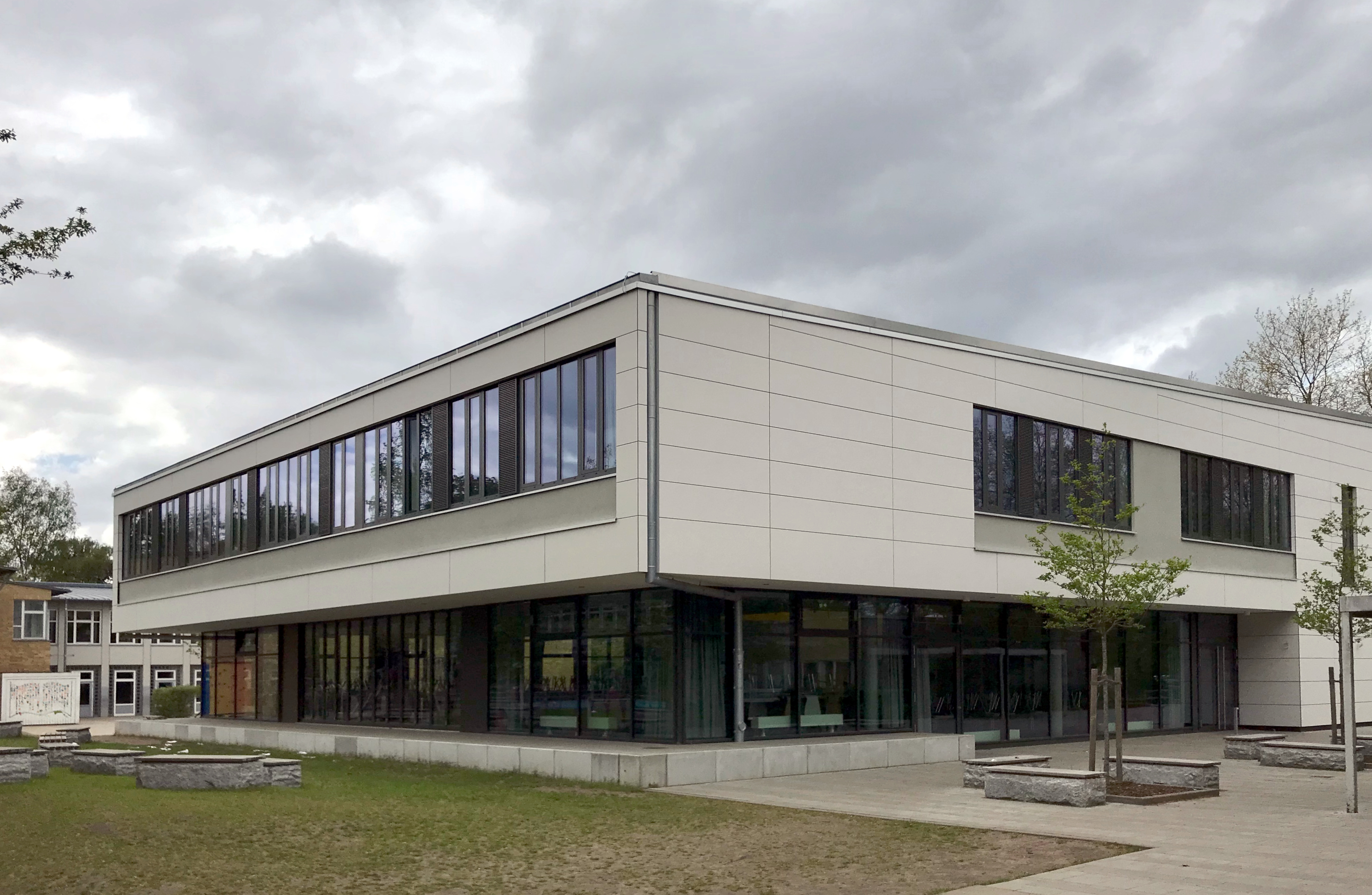
2017 fertiggestellte Mensa

## Schulisches Profil
Das Gymnasium Ohmoor ist seit der Hamburger Schulreform von 2010 eine Ganztagsschule. Durch die Lage am nördlichen Stadtrand und den Abschluss nach Osten durch den Flughafen besteht der Einzugsbereich nur aus Niendorf sowie aus dem westlich gelegenen Schnelsen. Bei der Erhebung des Sozialindex für Hamburger Schulen 2017/18 wurde für das Gymnasium ein Sozialindex von 6 errechnet. Die Skala reicht von 1 (nachteilige Voraussetzungen der Schülerschaft, höchster Förderbedarf) bis 6 (beste Voraussetzungen, kein Förderbedarf). Im Schuljahr 2016/17 hatten etwa 23 % der Gymnasium-Ohmoor-Schüler einen Migrationshintergrund, deutlich weniger als im Durchschnitt aller Hamburger Gymnasien. Das Gymnasium Ohmoor ist in der Stadt Hamburg das Gymnasium, das am meisten Schüler zählt.
Am Gymnasium Ohmoor werden in der Oberstufe die Profile gemeinsam mit dem Gymnasium Bondenwald angeboten.

## Außerschulische Aktivitäten
Auf dem Schulgelände werden Hausziegen gehalten. Seit 1986 werten die Schüler der Schule einmal jährlich Immobilienanzeigen aus der Hansestadt und dem Umland aus, um durchschnittliche Mietpreise zu ermitteln. Ergebnisse daraus wurden 2016 und 2020 in Zeitungen erwähnt.
Seit 2010 erscheint dreimal jährlich die Schülerzeitung „anonym“, welche 2018 als „Beste Schülerzeitung der Hamburger Gymnasien“ ausgezeichnet wurde.

## Bekannte Ehemalige
- Roland Heintze (* 1973), Politiker (CDU)
- Marc Schemmel (* 1975), Politiker (SPD)
- Kristoffer Hünecke (* 1978), Musiker (Revolverheld)[19]
- Benni Dernhoff (* 1983), Musikproduzent[19]